# 인피니티 ESQ
인피니티 ESQ(Infiniti ESQ)는 일본의 닛산 자동차가 제조하여 자사의 고급 브랜드인 인피니티로 파는 소형 SUV이다. 닛산 쥬크와 동일 차종이며, 오직 중국에서만 인피니티 ESQ로 판매된다. 중국에서는 수입차에 상당히 높은 세금을 부과하고 있는데, 현지 생산차와 비교하면 가격 경쟁력에서 불리할 수 밖에 없다. 이 때문에 현지에서 생산되지 않는 쥬크를 수출로 판매하되 가격 인상을 피할 수 없기에 가장 비싼 트림인 니스모 버전을 인피니티 브랜드로 팔아 고급화를 꾀한 것이다. 라디에이터 그릴과 사이드 스커트, 테일 게이트 손잡이 등에 크롬을 둘렀다. 

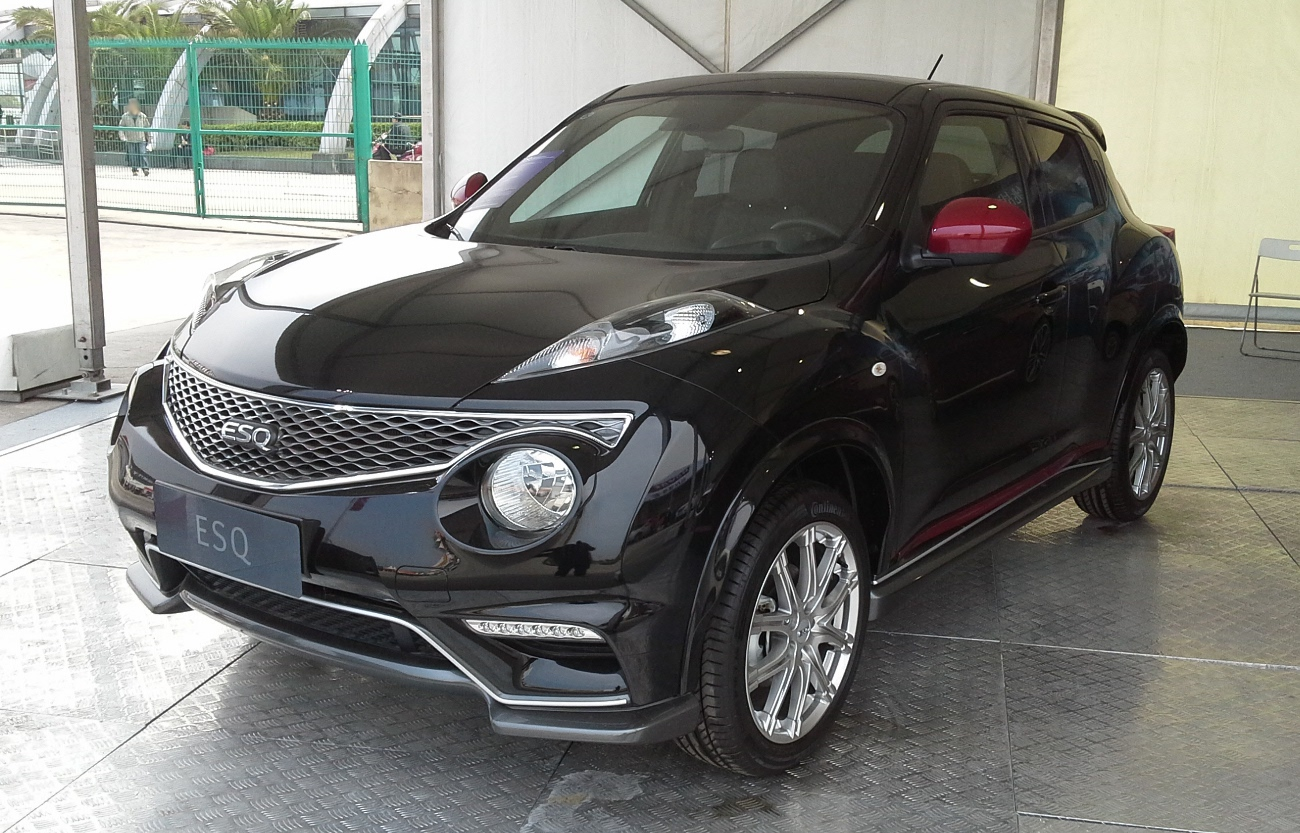
인피니티 ESQ 정측면

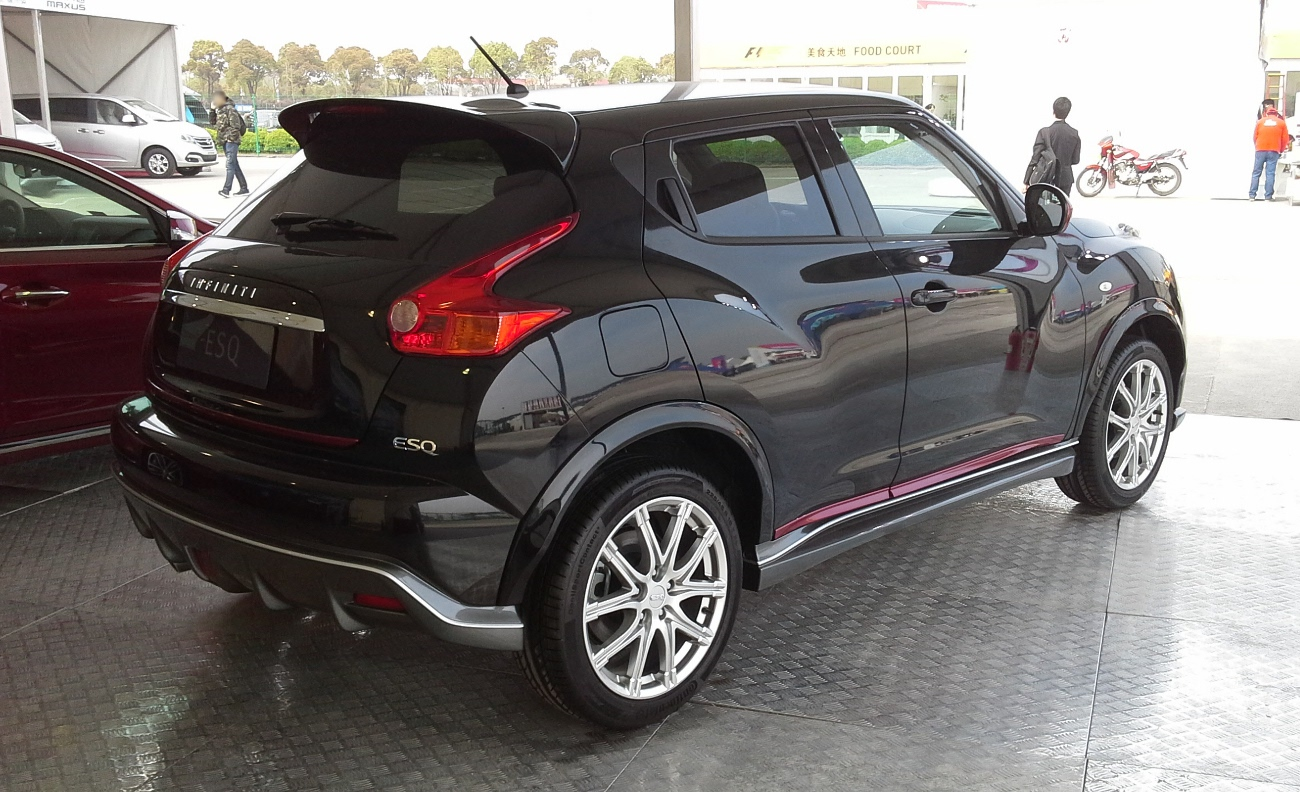
인피니티 ESQ 후측면